# Tombe du quadrige infernal

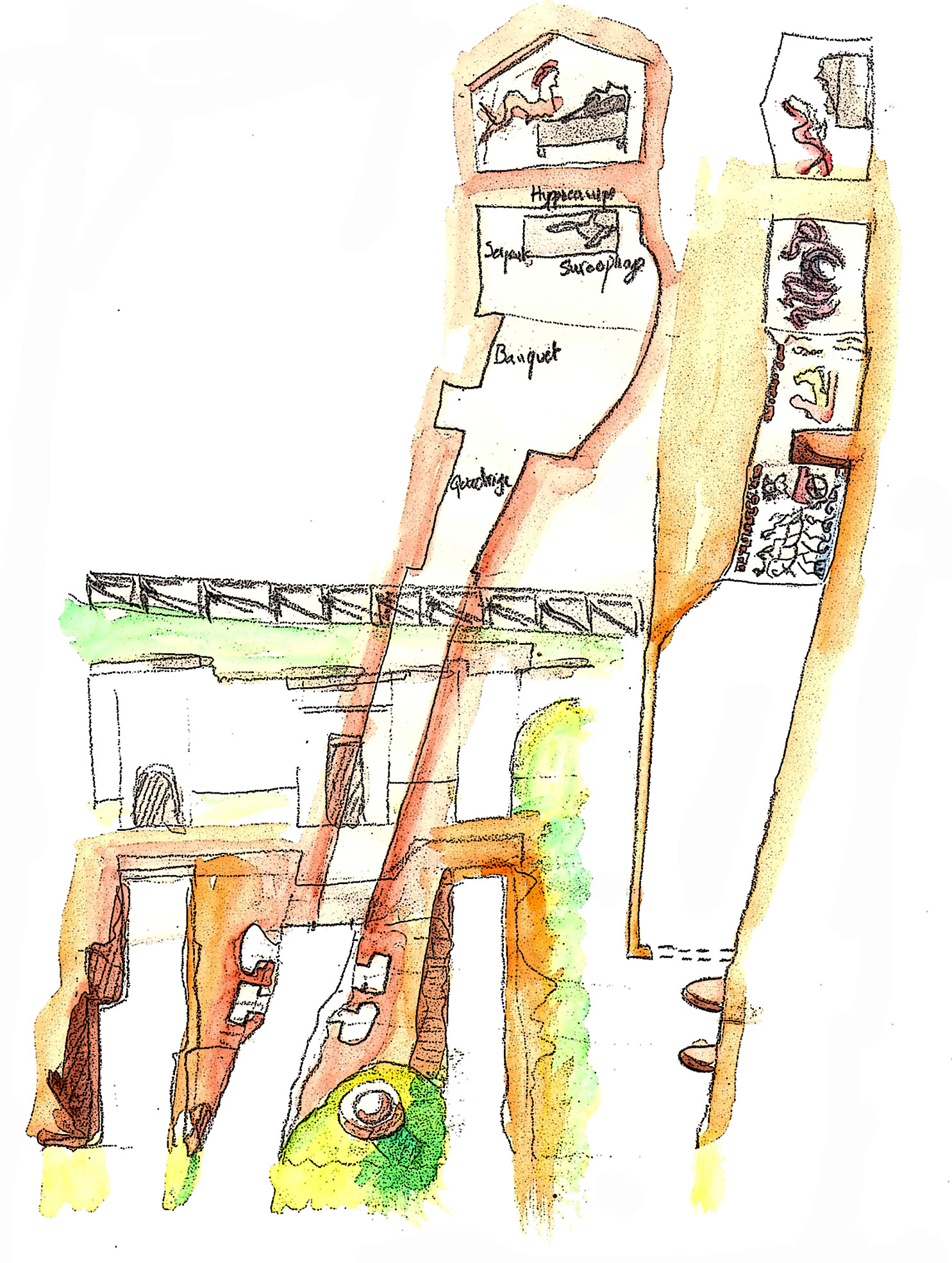
Vue d'artiste des vues du plan de la tombe.

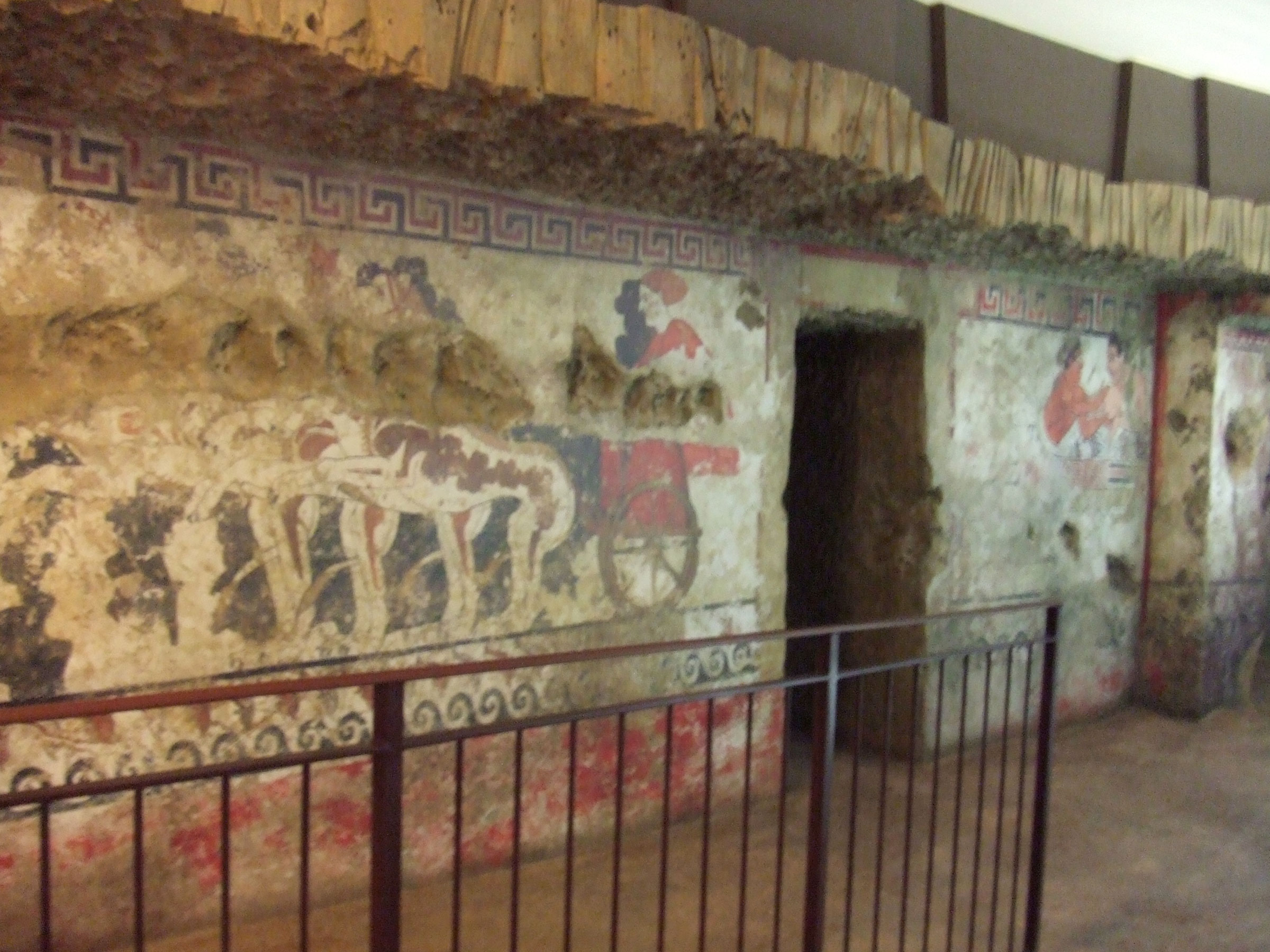
Mur des reproductions de fresques (Charun aux rênes du quadrige infernal au premier plan) au musée archéologique de la ville.

La Tombe du quadrige infernal (en italien : Tomba della quadriga infernale) est le nom donné à une tombe étrusque de la Nécropole des Pianacce située à Sarteano, en province de Sienne, Toscane.
Découverte en 2003, en excellent état de conservation, cette tombe appartient à la nécropole des Pianacce et son style de peinture ainsi que les objets trouvés permettent de la dater de la seconde moitié du IVe siècle av. J.-C.. C’est un des témoignages les plus significatifs des fresques étrusques de cette période, bien qu'atypique (hors de la zone des tombes peintes, et thème représenté).

## Description
L'hypogée qui l’abrite est creusé dans le travertin, à 5 mètres de profondeur et son entrée proprement dite est précédée d'un long dromos de 20 mètres de longueur qui comporte plusieurs niches latérales (2 de chaque côté).
À l’intérieur, dans l'atrium et la chambre unique du fond, ont été mises au jour les fresques, endommagées par les tombaroli dans le niveau supérieur (morceaux de mur enlevés), et enfouies sous la terre, le reste des peintures qui ont été ainsi protégées des pilleurs de tombes et de l'air ambiant.
Outre les peintures, la tombe a livré aussi les vestiges, souvent brisés, d’un précieux mobilier funéraire maintenant au musée de la ville, et le sarcophage éparpillé a été reconstitué avec son couvercle figuré en albâtre, largement érodé (tête disparue).
Ce cycle pictural — par le choix des sujets — fait clairement référence à une symbolique eschatologique. Dès la porte franchie, une étonnante peinture représente une divinité  infernale — conduisant un char à deux roues tiré par deux lions et deux griffons (d’où son nom) — marque la séparation entre le monde des vivants et celui des morts. Sur un autre pan du même mur, une scène d’un banquet funéraire avec deux personnages masculins, et plus loin toujours sur un mur parallèle mais de la chambre du fond, un serpent à trois têtes munies de crêtes et de barbes souligne encore le monde de l’au-delà. Le cheval marin sur le fronton du fond a des dimensions exceptionnelles (seule l'élément de gauche est encore visible, celui de droite est détruit). 
Depuis le 19 septembre 2009, le Musée civique d'archéologie de Sarteano, récemment agrandi, accueille une reconstitution grandeur nature des fresques principales de  la tombe et de leur disposition, dans son espace muséal du premier sous-sol.

Vues d'artiste de détails de la fresque.
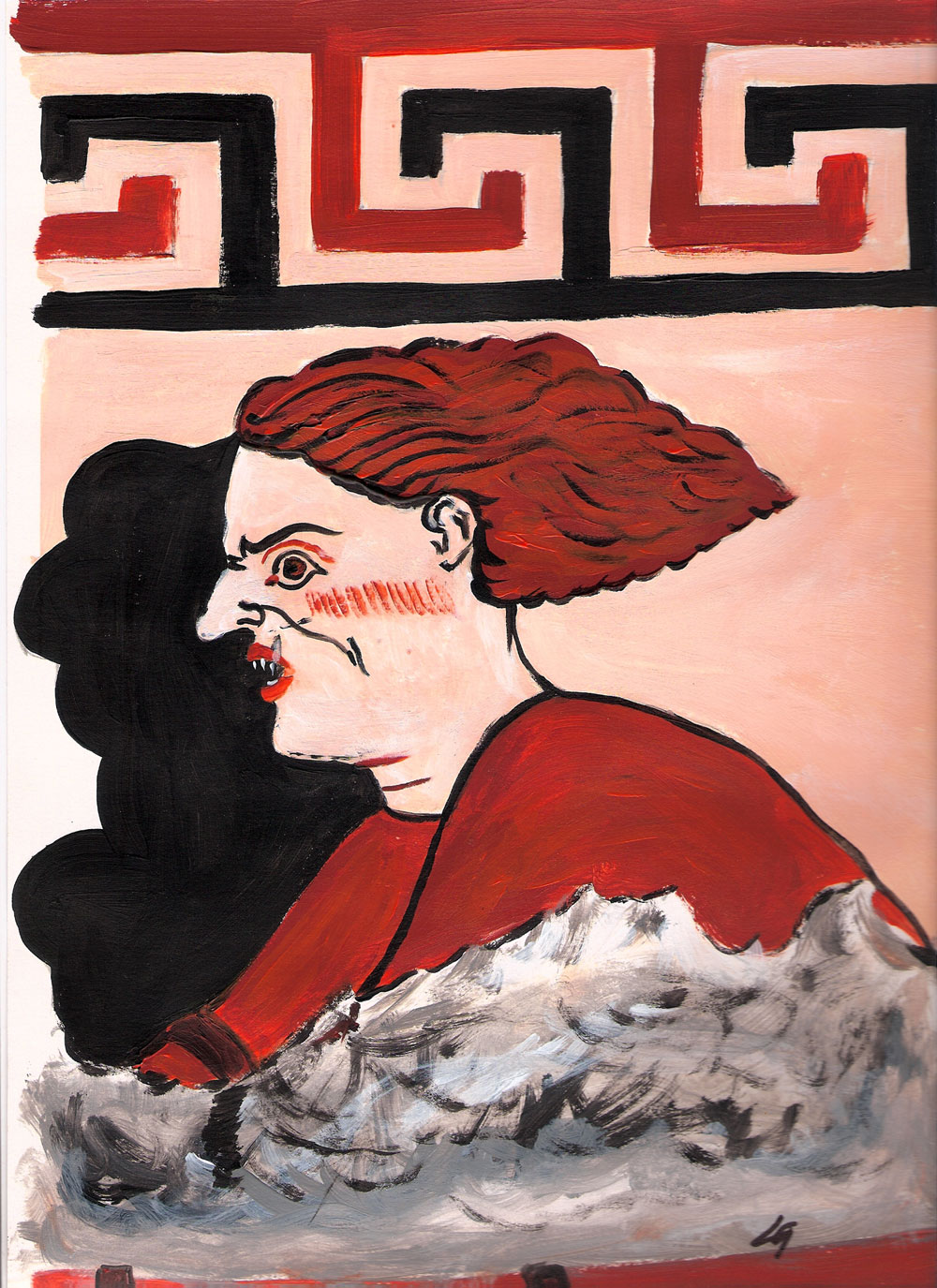
Charun aux commandes de son quadrige infernal.
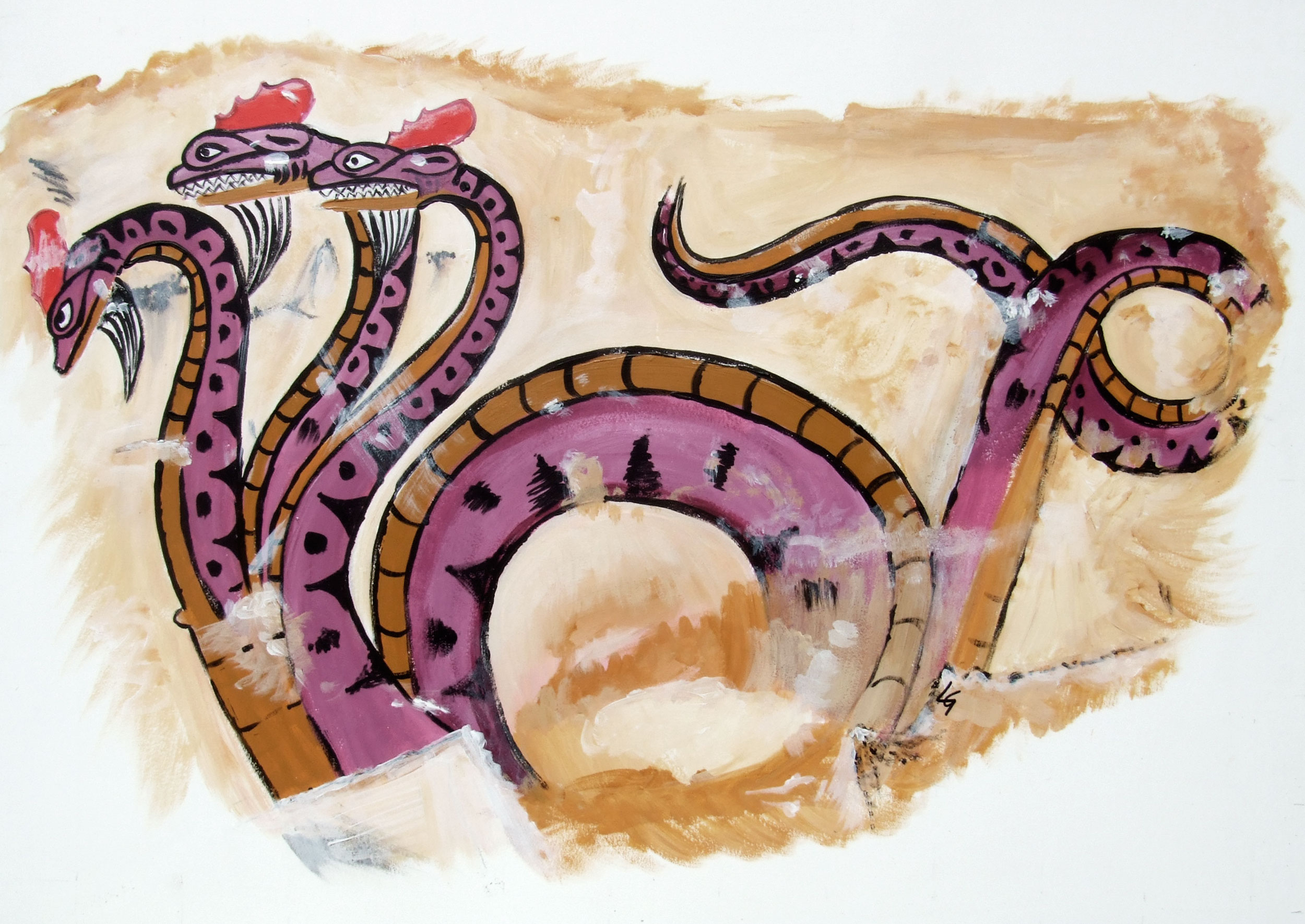
Le serpent à trois têtes.